# Plaça Major (Arbeca)
La Plaça Major és una obra del municipi d'Arbeca (Garrigues) inclosa en l'Inventari del Patrimoni Arquitectònic de Catalunya.

## Descripció
És una plaça de forma irregular, més aviat allargassada, que va des del carrer Sant Joan al de Sant Jaume. A banda i banda hi ha porxos amb el seu interior embigat de fusta. La majoria de les cases són de carreus de pedra ben escairats i regulars, però també n'hi ha d'aparell irregular. D'aquestes últimes, n'hi ha que tenen els dintells de les obertures força regulars i destaquen respecte del conjunt. També hi ha cases reformades amb façana arrebossada. La majoria són de planta baixa, primer pis i golfes, tot i que n'hi ha alguna de més alta. Són construccions dels segles xvi i xvii, destacant-ne les motllures renaixentistes d'algunes finestres, i les mènsules que suporten els balcons i la casa Pitchell. Les arcades sobre les que se sostenen són de pedra, predominant la forma de mig punt en diverses dimensions, que arrenquen des del terra o bé sobre la base. N'hi ha una d'apuntada des del terra.